# 2. operativno poveljstvo Slovenske vojske
2. operativno poveljstvo Slovenske vojske (2. OPP) je bilo eno izmed treh poveljstev Slovenske vojske, ki je nadzorovalo enote Slovenske vojske, pri čemer je pokrivalo področje zahodne Slovenije.

## Zgodovina
Januarja 2003 je bilo ukinjeno in posledično ustanovljeno Poveljstvo sil Slovenske vojske.

## Poveljstvo
Poveljnik
- kapitan Renato Petrič (11. januar 2002 - januar [[2003)
- kapitan bojne ladje Ljubomir Kranjc (23. september 1999 - 11. januar 2002)
- brigadir Bogdan Beltram (? - 23. september 1999)

## Organizacija
Februar 2002
- poveljstvo
- 52. brigada Slovenske vojske
- 352. učni bataljon pehote Slovenske vojske
- 54. oklepno-mehanizirani bataljon Slovenske vojske
- 142. učni bataljon pehote Slovenske vojske
- 480. artilerijski bataljon Slovenske vojske
- 44. učni bataljon oklepno-mehaniziranih enot Slovenske vojske